# WASP-11
WASP-11/HAT-P-10  — помаранчевий карлик головної послідовності спектрального класу K3V з видимою зоряною величиною 11,6mV, що розташований на відстані приблизно 408 світлових років від Землі у напрямку сузір'я Персей.

## Планетарна система
Схожу на Юпітер екзопланету, WASP-11b/HAT-P-10b, було відкрито одночасно в двох проектах СуперWASP та
HATNet спостерігаючи проходження планети над диском зорі. Ця планета має одну з найменших інсоляцій серед інших екзопланет (третю після Gliese 436 b та HD 17156 b).
| Планета (по порядку віддалення від зорі) | Маса           | Радіус             | Велика піввісь (а.о.) | Орбітальний період (діб)    | Нахил орбіти (°) | Ексцентриситет орбіти | Кіл-ть супутників |
| ---------------------------------------- | -------------- | ------------------ | --------------------- | --------------------------- | ---------------- | --------------------- | ----------------- |
| WASP-11b/HAT-P-10b                       | 0.53 ± 0.07 MJ | 0.91+0.06 −0.03 RJ | 0.0439+0.0006 −0.0009 | 3.722465+0.000006 −0.000008 | ?                | 0                     | ?                 |